# مظنون (فیلم ۱۹۶۰)
«مظنون» (انگلیسی: Suspect (1960 film)) یک فیلم است که در سال ۱۹۶۰ منتشر شد.